# Vadim Muntagirov
Vadim Aleksandrovič Muntagirov (in russo Вадим Александрович Мунтагиров?; Čeljabinsk, 16 aprile 1990) è un ballerino russo naturalizzato britannico, primo ballerino del Royal Ballet di Londra.

## Biografia

### Infanzia e formazione
Vadim Muntagirov nasce a Čeljabinsk nel 1990, figlio di due ballerini professionisti, e comincia a studiare danza alla Perm Ballet School. Nel 2006, dopo aver vinto il Prix de Lausanne, si trasferisce a Londra per perfezionarsi alla Royal Ballet School. Inizialmente avrebbe dovuto rimanere alla scuola solo per un anno, ma il suo talento viene notato dal direttore Gailene Stock, che lo invita a rimanere fino al diploma, conseguito nel 2009. Nel 2008 intanto vince la medaglia d'oro del Youth America Grand Prix.

### Con l'English National Ballet

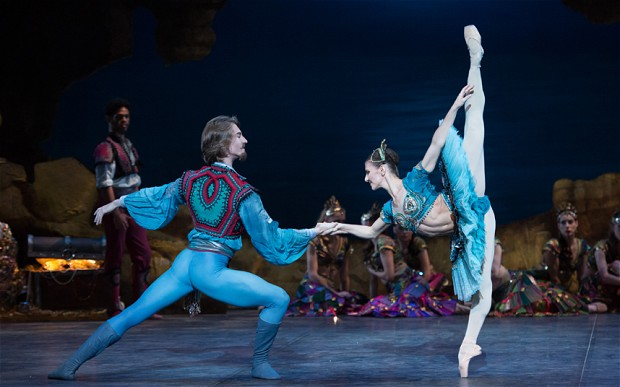
Vadim Muntagirov e Alina Cojocaru ne Le Corsaire con l'English National Ballet (2013)

Nel 2009 viene scritturato dall'English National Ballet (ENB) in veste di "primo artista". Nonostante il basso rango all'interno della compagnia, durante la sua prima stagione al London Coliseum danza i suoi primi ruoli da protagonista, quelli di Albrecht in Giselle e del Principe in Cenerentola.
Nel 2010 viene promosso a primo solista e in questa veste amplia il suo repertorio con il ruolo di Sigfried ne Il lago dei cigni. Il ruolo segna l'inizio della sua collaborazione con Daria Klimentová, che sostituisce all'ultimo momento Polina Semionova nel duplice ruolo di Odette e Odile. La loro partnership artistica riceve ottimi apprezzamenti da pubblico e critica, che li paragona a Rudol'f Nureev e Margot Fonteyn. Nello stesso anno danza nel ruolo del Principe in occasione della prima mondiale de Lo schiaccianoci di Wayne Eagling.
Nel 2011 viene proclamato primo ballerino della compagnia e nei tre anni seguenti danza molti dei grandi ruoli del repertorio maschile: il poeta ne Les Sylphides, Apollo nell'Apollon Musagète (Balanchine), Conard ne Le Corsaire, Romeo in Romeo e Giulietta (Nureev) e il Principe ne La bella addormentata (MacMillan), per cui vince il Prix Benois de la Danse nel 2013. Nel 2014, dopo essere passato al Royal Ballet, torna a danzare con l'ENB in occasione dell'addio alle scene di Klimentová.

### Con il Royal Ballet
Nel 2014 si unisce al Royal Ballet in veste di primo ballerino e fa il suo esordio con la compagnia ne La bella addormentata (Petipa) accanto all'Aurora di Akane Takada. Il sodalizio artistico con la prima ballerina Marianela Núñez consacra definitivamente la sua carriera e la sua reputazione come uno dei maggiori ballerini classici della sua generazione.
Al Covent Garden danza un vasto repertorio che include Basilio in Don Chisciotte (Acosta), Albrecht in Giselle (Wright), Siegfried ne Il lago dei cigni (Dowell; Scarlett), Aminta in Sylvia (Ashton), Romeo in Romeo e Giulietta (MacMillan), Des Grieux ne L'histoire de Manon (MacMillan), Rodolfo in Mayerling (MacMillan), il Principe ne Lo schiaccianoci (Wright) e Cenerentola (Ashton), Oberon in The Dream (Ashton), Colas ne La fille mal gardée (Ashton), Franz in Coppélia (Ashton), Solor ne La Bayadère (Makarova), il ragazzo ne Les Deux Pigeons (Ashton), Beliaev in A Month in the Country (Ashton), l'eponimo protagonista in Apollo (Balanchine), diamanti in Jewels (Balanchine), Onegin e Lensky in Onegin (Cranko), Florizel e Leonte ne Il racconto d'inverno (Wheeldon) e il Fauno ne Il pomeriggio di un fauno (Robbins). Nel 2019 vince il suo secondo Prix Benois per Il lago dei cigni di Liam Scarlett.
In veste di primo ballerino del Royal Ballet danza come étoile ospite del Balletto dell'Opéra di Parigi, del Birmingham Royal Ballet, dell'American Ballet Theatre, del Balletto Mariinskij, al Teatro alla Scala e al Teatro dell'Opera di Roma.